# Casa de Saxe-Coburgo-Gota
A Casa de Saxe-Coburgo-Gota (em alemão: Haus Sachsen-Coburg und Gotha), é uma casa real de origem alemã, seus membros governaram em várias monarquias europeias durante os século XIX e XX, chegando a ser a casa real da Bélgica, Bulgária, Portugal, do Reino Unido e de seus domínios.
Fundada por Ernesto I, o sexto Duque de Saxe-Coburgo-Saalfeld, é a atual casa reinante da Bélgica através dos descendentes de Leopoldo I.
Devido ao sentimento anti-alemão no Reino Unido durante a Primeira Guerra Mundial, Jorge V mudou o nome de seu ramo de Saxe-Coburgo-Gota para Windsor em 1917. O mesmo aconteceu na Bélgica, onde foi alterado para van België (em neerlandês) ou de Belgique (em francês), significando "da Bélgica". No entanto, o nome "Saxe-Coburgo" da família real belga nunca foi oficialmente abolido e, como as relações entre a Bélgica e a Alemanha foram normalizadas há muito tempo, o uso desse nome de família foi reintroduzido lentamente desde a década de 2010 (especialmente desde que rei Filipe da Bélgica quer limitar o número de príncipes e princesas da Bélgica e, portanto, o uso da designação "da Bélgica" a apenas um grupo seleto de sua família).

## História
O primeiro duque de Saxe-Coburgo-Gota foi Ernesto I, que reinou de 1826 até sua morte em 1844. Ele já havia sido duque de Saxe-Coburgo-Saalfeld (como Ernesto III) de 1806 até o ducado ser reorganizado em 1826. O irmão mais novo de Ernesto, Leopoldo Jorge, tornou-se rei dos belgas em 1831, e seus descendentes formam um dinastia de chefes de estado da Bélgica até os dias atuais. A única filha de Leopoldo, a princesa Carlota da Bélgica, foi a consorte de Maximiliano I do México. O príncipe Fernando de Saxe-Coburgo-Gota, sobrinho de Ernesto, casou com a rainha D. Maria II de Portugal, e os seus descendentes continuaram a governar o Reino de Portugal até 1910.
O segundo filho de Ernesto I, o príncipe Alberto, casou-se com a rainha Vitória, em 1840, sendo portanto o progenitor da atual dinastia e família real do Reino Unido, chamada Windsor desde 1917. Em 1826, um ramo cadete da casa herdou o principado húngaro Koháry, e se converteu ao catolicismo romano. Seus membros conseguiram casar com uma princesa imperial do Brasil, uma arquiduquesa da Áustria, uma princesa real francesa, uma princesa real da Bélgica e uma princesa real da Saxônia. Um descendente deste ramo, Fernando Maximiliano, tornou-se o príncipe, e, em seguida, o czar da Bulgária, e seus descendentes continuaram a governar-lá até 1946.
A casa ducal consistiu de todos os descendentes de linha masculina do duque de Saxe-Coburgo-Saalfeld João Ernesto IV, legitimamente nascidos de um de seus dois casamento.
Havia duas residências oficiais, em Gota e Coburgo. Portanto, toda a corte ducal tinha que se mudar duas vezes por ano: de Gota para Coburgo no verão e de Coburgo para Gota no inverno.Para a corte, dois prédios quase idênticos foram construídos em 1840: em Gota (destruído na Segunda Guerra Mundial) e em Coburgo (agora o Teatro Estadual de Coburgo). Além dos castelos residenciais, havia o Friedenstein em Gota e o Ehrenburg, em Coburgo. A família ducal também usou o Schloss Reinhardsbrunn em Gota, bem como os castelos Rosenau e Callenberg em Coburgo e o castelo de Greinburg, em Grein, Áustria.

## Ramos
Todos os ramos da Casa de Saxe-Coburgo-Gota, o ramo britânico que, depois, tornou-se o principal, o belga e os Koháry, que converteu-se ao catolicismo romano, formando a Casa de Saxe-Coburgo-Koháry, que deu origem ao ramo português, que, por casamento, se tornou reinante, ao búlgaro e ao brasileiro, descendiam do duque Francisco I de Saxe-Coburgo-Saalfeld.

## Saxe-Coburgo-Gota

### Ramo ducal
Embora o ramo ducal seja homônimo da dinastia, seu chefe não é o membro mais antigo da família genealógica ou agnaticamente. Em 1893, o duque reinante Ernesto II morreu sem filhos, após o que o trono teria sido transferido, por primogenitura masculina, aos descendentes de seu irmão, o príncipe Alberto. No entanto, como herdeiros do trono britânico, os descendentes de Alberto consentiram e a lei do ducado ratificou que o trono ducal não seria herdado pelo monarca britânico ou herdeiro aparente. Portanto, o ducado alemão tornou-se uma secundogenitura, hereditária entre os príncipes mais jovens da família real britânica que pertenciam à Casa de Saxe-Coburgo-Gota, e seus descendentes de linhagem masculina.
Em vez de Alberto Eduardo, Príncipe de Gales (o futuro Eduardo VII do Reino Unido) herdar o ducado, este foi desviado para o seu próximo irmão, o príncipe Alfredo, Duque de Edimburgo. Após a morte deste último sem filhos sobreviventes, foi para o neto mais novo do príncipe Alberto, o príncipe Carlos Eduardo, Duque de Albany. O tio de Carlos Eduardo, o príncipe Arthur, Duque de Connaught, e sua linhagem masculina renunciaram à sua reivindicação. Embora mais velhos por nascimento, eles não eram aceitáveis para o imperador alemão como membros do exército britânico ou não estavam dispostos a se mudar para a Alemanha.
O atual chefe do ramo ducal é André, neto de Carlos Eduardo. Desde que o ducado foi abolido em 1918, os chefes usam o título de Príncipe em vez de Duque.

## Bélgica

### Ramo belga
A linha belga foi fundada por Leopoldo, filho mais novo de Francisco, Duque de Saxe-Coburgo-Saalfeld. Após a conversão de Leopoldo ao catolicismo para assumir o recém-criado trono belga, esta linha da casa é católica.
Por causa da Primeira Guerra Mundial, o título da família foi alterado não oficialmente em 1920 ou 1921 para "da Bélgica", e os brasões da Saxônia foram removidos do brasão real belga. Desde o Carnet Mondain de 2017, o título "Saxe-Cobourg-Gotha" está novamente em uso para todos os descendentes de Leopoldo I, com exceção do rei Filipe, sua esposa, sua irmã e seu irmão, que mantêm o título "da Bélgica". O brasão de armas da Saxônia foi reintroduzido em 2019.

## Reino Unido

### Ramo britânico
A linha britânica foi fundada pelo rei Eduardo VII, filho mais velho da rainha Vitória e do príncipe Alberto de Saxe-Coburgo-Gota. Seu sucessor e filho, o rei Jorge V, mudou o nome desta linhagem da casa real e da família para "Windsor".